# 江日堂乡
江日堂乡，是中华人民共和国青海省果洛藏族自治州班玛县下辖的一个乡镇级行政单位。

## 行政区划
江日堂乡下辖以下地区：
多日麻牧委会、尕日麻牧委会、阿日羌牧委会和更达牧委会。